# Code FAA
Codes de la Federal Aviation Administration attribués aux aéroports américains.
- 1H0 : Aéroport de Creve Coeur, Missouri,
- 68J : Aéroport commercial de Tallahassee, Floride,
- 8S4 : Aéroport municipal d'Enterprise, Oregon,
- BMI : Central Illinois Regional Airport, Illinois,
- BTM : Aéroport Bert-Mooney, Butte, Montana,
- BUR : Aéroport Bob-Hope, Burbank-Glendale-Pasadena, Californie,
- CHN : Aéroport municipal de Wauchula, Floride,
- DCU : Aéroport régional de Pryor Field, Decatur, Alabama,
- FAR : Aéroport international Hector, Fargo, Dakota du Nord,
- GNV : Aéroport régional de Gainesville, Floride,
- ILG : New Castle County Airport, Wilmington, Delaware,
- LAR : Aéroport régional de Laramie, Wyoming,
- LBE : Aéroport régional Arnold Palmer, Latrobe, Pennsylvanie,
- MOT : Aéroport international de Minot, Dakota du Nord,
- N41 : Aéroport de Waterbury, Connecticut,
- OWB : Aéroport régional de Owensboro-Comté de Daviess, Kentucky,
- PFN : Aéroport international de Panama City-comté de Bay, Floride,
- PIE : Aéroport international de St. Petersburg-Clearwater, Floride,
- SHR : Aéroport du comté de Sheridan, Wyoming,
- SUS : Aérodrome de Spirit-of-st-Louis, Missouri ;
- TLH : Aéroport régional de Tallahassee, Floride,
- VRB : Aéroport municipal de Vero Beach, Floride,